# Alba (priimek)
Alba je priimek več znanih oseb:
- Adolfo Ange Alba (*1964), mehiški glasbenik
- Jessica Alba (*1981), mehiško-ameriška igralka
- Fernando Álvarez de Toledo, 3. vojvoda Alba (1507—1582), španski vojskovodja
- José de Jesús Clemens Alba Palacios, mehiški rimskokatoliški škof
- José Guadalupe de Jesús de Alba y Franco, mehiški rimskokatoliški škof
- Ignacio de Alba y Hernández, mehiški rimskokatoliški škof